# Anatolia College in Merzifon

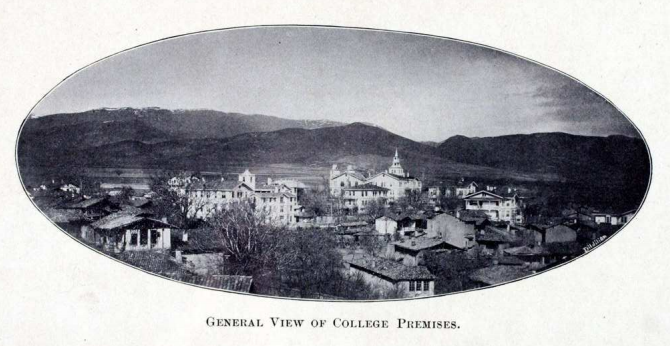
Anatolia College von Marsovan

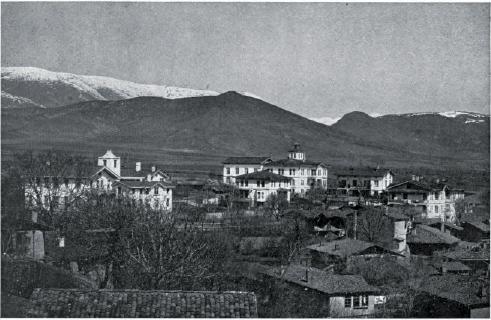
Panorama

Das Anatolia College in Merzifon (türkisch Merzifon Amerikan Koleji, englisch American College of Mersovan) war ein koedukatives Gymnasium in der Stadt Merzifon bei Amasya im Osmanischen Reich, das 1886 von amerikanischen Missionaren gegründet und bis 1924 betrieben wurde.

## Theologisches Seminar

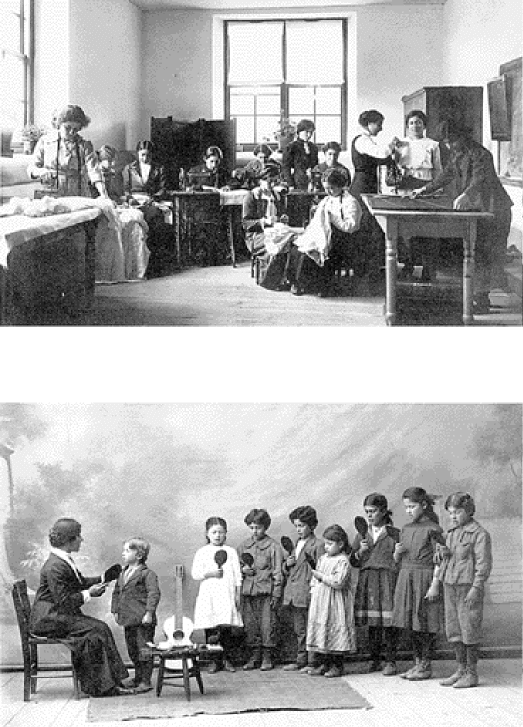
Unterricht im Anatolia College

Die Schule wurde zunächst 1864 als theologisches Seminar gegründet, als das amerikanische Robert College in Bebek, Konstantinopel, seine theologische Ausbildung einstellte und sich auf die allgemeine Bildung beschränkte – aufgrund der zunehmenden Zahl an jungen Menschen, die am Erlernen der englischen Sprache interessiert waren. Die Schule in Merzifon diente zu Beginn der Erziehung von Kindern der griechischen und armenischen Gemeinschaft in Anatolien, die Pastoren oder Prediger werden wollten.

## College
1886 wurde das Bildungsangebot des theologischen Seminars in Merzifon auf allgemeine Bildung ausgeweitet und ein College, das vier Jahre lang freie Künste unterrichtete, wurde aufgenommen. Die Institution wurde „Anatolia College“ genannt, Charles Tracy wurde der erste Präsident und blieb es bis 1912. Das Motto des Kollegiums war „The Morning Cometh“ – in Bezug auf das griechische Wort für Sonnenaufgang (ανατολή – anatole), sowie die Region Anatolien. Das Siegel des Kollegiums zeigte die aufsteigende Sonne über Akdağ am östlichen Ende der Ebene von Merzifon. Die über 115 Studenten, hauptsächlich Griechen und Armenier, kamen zumeist von außerhalb Merzifons und lebten in der Schule.
1893 wurde die Mädchenschule gegründet. Als 1893 armenische Aktivisten Plakate aufhängten, inhaftierten osmanische Truppen zahlreiche Armenier und beschädigten einige Gebäude des Kollegiums; armenische Studenten und Lehrer wurden beschuldigt, in Kontakt mit den Rebellen zu sein. Der Schaden wurde später durch die osmanische Regierung beglichen. Deshalb unterstand das Kollegium ab 1894 den Gesetzen des US-Bundesstaates Massachusetts.
Nach dem Ende des Ersten Weltkrieges und dem Völkermord an den Armeniern bestanden die Anlagen des Kollegiums im Campus aus einem Kindergarten, einer Schule für Taubstumme, einem College-Niveau-Programm, einem der größten Krankenhäuser Kleinasiens und einem Waisenhaus für über 2.000 Waisen zusätzlich zum theologischen Seminar und den Schulen für Jungen und Mädchen – alles in mehr als 40 Gebäuden im Neuenglandstil. Die Aktivitäten der amerikanischen Missionare kamen mit dem Zusammenbruch des Osmanischen Reiches 1918 de facto zum Erliegen.

## Umzug nach Griechenland
1920 wurden 218 Studenten unterrichtet und eine gleiche Anzahl in der Mädchenschule. Nach dem Griechisch-Türkischen Krieg 1919 bis 1922 und dem folgenden Bevölkerungsaustausch zwischen Griechenland und der Türkei wurde das Kollegium in Merzifon zwangsweise geschlossen und 1924 mit der Hilfe von Eleftherios Venizelos in der Hafenstadt Thessaloniki im Königreich Griechenland als Anatolia College wiedereröffnet.
Der US-amerikanische Missionar George E. White, der ab 1890 Lehrer und von 1913 bis 1921 Präsident des Kollegiums in Merzifon war, schrieb seine Memoiren in dem Buch Adventuring With Anatolia College.
Eine erschöpfende Geschichte des Anatolia College in der Türkei und in Griechenland gab 2015 auch der neunte Präsident der Institution, William McGrew (Präsident von 1974 bis 1999) unter dem Titel Educating across Cultures: Anatolia College in Turkey and Greece heraus.